# Charles Wood (kompozytor)
Charles Wood (ur. 15 czerwca 1866 w Armagh, zm. 12 lipca 1926 w Cambridge) – irlandzki kompozytor.

## Życiorys
Śpiewał w chórze katedralnym w rodzinnym Armagh i uczył się w przykatedralnej szkole, gdzie jego nauczycielem był Thomas Marks (organy, harmonia, kontrapunkt). W latach 1883–1889 studiował w Royal College of Music w Londynie u Charlesa Villiersa Stanforda i Huberta Parry’ego, następnie od 1888 roku uczył się gry na organach w Selwyn College w Cambridge. Od 1888 roku był wykładowcą harmonii w Royal College of Music. W 1889 roku objął posadę wykładowcy harmonii i kontrapunktu w Caius College w Cambridge, gdzie od 1894 roku pełnił funkcję dyrektora muzycznego i organisty. Od 1897 roku wykładał harmonię i kontrapunkt na Uniwersytecie w Cambridge, po śmierci Charlesa Villiersa Stanforda w 1924 roku objął stanowisko profesora muzyki. Doktor honoris causa Uniwersytetu w Leeds (1904) i Uniwersytetu Oksfordzkiego (1924). Był współzałożycielem Irish Folk Society w Londynie (1904). Do jego uczniów należeli Ralph Vaughan Williams, Arthur Bliss i Herbert Howells.

## Twórczość
Tworzył przede wszystkim wokalną i wokalno-instrumentalną anglikańską muzykę religijną, w swojej twórczości nawiązując do wzorców XVI-wiecznych. W swoich kwartetach smyczkowych czerpał z elementów irlandzkiej muzyki ludowej. Jako pedagog wywarł wpływ na kolejne pokolenie brytyjskich kompozytorów.

## Ważniejsze dzieła
(na podstawie materiałów źródłowych)

### Utwory instrumentalne
- suita Iphigenia in Tauris (1894)
- wariacje symfoniczne „Patrick Sarsfield” na temat pieśni irlandzkich (1899)
- Koncert fortepianowy (1886)

### Utwory kameralne
- kwartety smyczkowe (1885, „The Highgate” 1893, 1912, „The Harrogate” 1912, 1915, 1916)
- Sonata G-dur na skrzypce i fortepian (1886)
- Septet na klarnet, fagot, róg, skrzypce, altówkę, wiolonczelę i kontrabas (1889)
- Sonata A-dur na skrzypce i fortepian

### Utwory organowe
- Wariacje i fuga na temat Winchester Old (1908)
- 3 preludia na melodiach z Psałterza genewskiego (1908)
- 16 preludiów na melodiach z psałterzy angielskiego i szkockiego (1912)
- Suite in the Ancient Style (1915?)

### Pieśni na głos i fortepian
- The Splendour Falls, słowa Alfred Tennyson (1886)
- Up-hill, słowa Christina Rossetti (1886)
- Goldthred’s Song, słowa Walter Scott (1886)
- They are All Gone into the World of Light, słowa Henry Vaughan (1898)
- Lament of an Irish Mother, słowa Felicia Hemans (1890)
- The Windflower, słowa Harold Boulton (1890)
- By the Bivouac’s Fitful Flame, słowa Walt Whitman (1897)
- O Captain! My Captain, słowa Walt Whitman (1898)
- Ethiopia Saluting the Colours, słowa Walt Whitman (1898)

### Anthemy na chór a cappella
- Praise God From Whom All Blessings Flow (1886)
- A God of Hosts, the Mighty Lord (1886)
- Through the Day Thy Love has Spared Us (1886)
- O Rex gloriae (1889)
- Oculi omnium (1905)
- I Will Call Upon God (1905)
- Great Lord of Lords (1912?)
- Haec dies (1919)
- Hail Gladdening Light (1919)
- Glory and Honour and Laud (1925)
- Tis the Day of Ressurection (1927)
- Father All Holy (1929)
- O King Most High (1932)
- Once He Came in Blessing (1935)

### Anthemy na chór i organy
- Be Thou Exalted (1882)
- O Lord, Rebuke Me Not (1885)
- Precamini felicitatem (1890)
- Heaven (1898)
- Glorious and Powerful God (1910)
- Never Weather Beaten Sail (1910)
- O Thou, the Central Orb (1914–1915?)
- Summer Ended (1917)
- Expectans expectavi (1919)

### Utwory wokalno-instrumentalne
- St Mark Passion na tenora, baryton, bas, chór, trąbkę i organy (1920)
- msza (1922)

### Kantaty
- Psalm 104 na sopran, alt, tenora, baryton, bas, chór, organy i orkiestrę (1887)
- Unto Thee Will I Cry na sopran, chór, organy i orkiestrę smyczkową (1889)
- Ode to the West Wind na tenora, chór i orkiestrę do słów Percy’ego Shelleya (1890)
- Music – an Ode na sopran, chór i orkiestrę, słowa Algernon Charles Swinburne (1893)
- On Time na chór i orkiestrę, słowa John Milton (1898)
- The Song of the Tempest na sopran, chór i orkiestrę, słowa Walter Scott (1902)
- A Ballad of Dundee na bas, chór i orkiestrę, słowa William Edmondstoune Aytoun (1904)
- Eden Spirits na głosy żeńskie i fortepian, słowa Elizabeth Barrett Browning (1915?)

### Opery kameralne
- A Scene from Pickwick (1921, wyst. Londyn 1922)
- The Family Party (1923)

### Muzyka do sztuk teatralnych
- Ion według Eurypidesa (1890)
- Iphigenia in Tauris według Eurypidesa (1894)